# Cindy Landry
Cindy Landry (1972) è un'ex pattinatrice artistica su ghiaccio canadese. Insieme a Lyndon Johnston nel 1989 ha vinto l'argento ai Campionati mondiali.

## Palmarès

### Con Sylvain Lalonde
| Nazionali                         | Nazionali | Nazionali |
| Evento                            | 1985–86   | 1987–88   |
| --------------------------------- | --------- | --------- |
| Campionati nazionali canadesi     | 3° N      | 1° J      |
| Categorie: N = Novice; J = Junior |           |           |

### Con Lyndon Johnston
| Internazionali            | Internazionali | Internazionali |
| Evento                    | 1988–89        | 1989–90        |
| ------------------------- | -------------- | -------------- |
| Campionati mondiali       | 2°             | 9°             |
| Nebelhorn Trophy          | 1°             |                |
| Skate Canada              |                | 2°             |
| St. Gervais International | 1°             |                |
| Nazionali                 |                |                |
| Campionati canadesi       | 2°             | 1°             |